# Ям! Брандс
Ям! Брандс (на английски: Yum! Brands, Inc.) е компания, чиято главна квартира се намира в град Луисвил, щат Кентъки, САЩ. Тя е сред най-големите в света оператори на закусвални за бързо хранене (отстъпва само на „Макдоналдс“). Председател на Съвета на директорите е Дейвид Новак.
Създадена е през 1997 г., след като от гиганта Пепсико се отделят компаниите „Кей Еф Си“, „Пица Хът“, „Тако Бел“ и „Лонг Джон Силвърс“, които „Yum! Brands“ обединява.
С основните брандове на компанията Ям! Брандс управлява над 34 000 ресторанта за бързо хранене с марките KFC, Pizza Hut, Taco Bell и Long John Silver’s, разположени в повече от 100 страни по света (около 25% от тях са собственост на компанията, останалите са с франчайзингови договори).
Оборотът на Ям! Брандс за 2006 г. е $9,561 млрд. щатски долара.